# Tăutelec, Bihor
Tăutelec (în maghiară Hegyköztóttelek, colocvial Tóttelek, în trad. "Așezarea tăuților", "Așezarea slavilor") este un sat în comuna Cetariu din județul Bihor, Crișana, România.